# 新场乡 (南充市)
新场乡，是中华人民共和国四川省南充市嘉陵区曾经下辖的一个乡。2019年10月，撤销新场乡、土门乡、临江乡，将其所属行政区域划归李渡镇管辖。

## 行政区划
新场乡撤销前下辖以下地区：
竹林湾村、郭村坝村、斗蓬寨村、风火墙村、柏树坪村、关圣寨村、长沟村、羊呼坝村、经家桥村和柏树湾村。